# Carlos Ertel
Carlos Luciano Ertel, conhecido como Menta (Canoas, 18 de dezembro de 1974) é um handebolista brasileiro, que atuava como pivô e integrou a seleção brasileira em duas olimpíadas: 1996 e 2008.
É formado em direito, começou a trabalhar com eventos e, atualmente, é administrador de bares em São Paulo.

## Trajetória esportiva
Começou a praticar handebol no Centro Educacional La Salle, onde estudava. Transferiu-se para o Clube Atlético Capão do Corvo, por onde disputou campeonatos estaduais. Em 1990, foi para a Sociedade Ginástica de Novo Hamburgo e, na sequência, transferiu-se para Itajaí, no estado de Santa Catarina, onde chegou aos 18 anos para um teste e logo assinou contrato.
Em 1996 participou dos Olimpíadas de Atlanta como um dos atletas mais jovens da seleção. Doze anos depois, também esteve na seleção que disputou os Olimpíadas de Pequim. Participou da conquista da medalha de ouro nos Jogos Pan-Americanos de 1999 em Winnipeg, e dos Jogos Pan-Americanos de 2007 no Rio de Janeiro.
Jogou, ainda, pelas equipes da Metodista de São Bernardo do Campo, Vasco da Gama e São Caetano, onde encerrou a carreira de atleta, aos 33 anos.